# São Jorge (Arcos de Valdevez)
São Jorge  é uma povoação portuguesa do Município de Arcos de Valdevez que foi sede da extinta Freguesia de São Jorge, freguesia que tinha 11,68 km² de área e 714 habitantes (2011), e, por isso, uma densidade populacional de 61,1 hab/km².
A Freguesia de São Jorge foi extinta em 2013, no âmbito de uma reforma administrativa nacional, tendo sido agregada à freguesia de Ermelo, para formar uma nova freguesia denominada União das Freguesias de São Jorge e Ermelo da qual é sede.

## População
| População da freguesia de São Jorge | População da freguesia de São Jorge | População da freguesia de São Jorge | População da freguesia de São Jorge | População da freguesia de São Jorge | População da freguesia de São Jorge | População da freguesia de São Jorge | População da freguesia de São Jorge | População da freguesia de São Jorge | População da freguesia de São Jorge | População da freguesia de São Jorge | População da freguesia de São Jorge | População da freguesia de São Jorge | População da freguesia de São Jorge | População da freguesia de São Jorge |
| ----------------------------------- | ----------------------------------- | ----------------------------------- | ----------------------------------- | ----------------------------------- | ----------------------------------- | ----------------------------------- | ----------------------------------- | ----------------------------------- | ----------------------------------- | ----------------------------------- | ----------------------------------- | ----------------------------------- | ----------------------------------- | ----------------------------------- |
| 1864                                | 1878                                | 1890                                | 1900                                | 1911                                | 1920                                | 1930                                | 1940                                | 1950                                | 1960                                | 1970                                | 1981                                | 1991                                | 2001                                | 2011                                |
| 1 150                               | 1 271                               | 1 245                               | 1 304                               | 1 384                               | 1 189                               | 1 266                               | 1 354                               | 1 348                               | 1 261                               | 1 067                               | 1 086                               | 881                                 | 766                                 | 714                                 |

| Distribuição da População por Grupos Etários | Distribuição da População por Grupos Etários | Distribuição da População por Grupos Etários | Distribuição da População por Grupos Etários | Distribuição da População por Grupos Etários | Distribuição da População por Grupos Etários | Distribuição da População por Grupos Etários | Distribuição da População por Grupos Etários | Distribuição da População por Grupos Etários | Distribuição da População por Grupos Etários |
| -------------------------------------------- | -------------------------------------------- | -------------------------------------------- | -------------------------------------------- | -------------------------------------------- | -------------------------------------------- | -------------------------------------------- | -------------------------------------------- | -------------------------------------------- | -------------------------------------------- |
| Ano                                          | 0-14 Anos                                    | 15-24 Anos                                   | 25-64 Anos                                   | > 65 Anos                                    |                                              | 0-14 Anos                                    | 15-24 Anos                                   | 25-64 Anos                                   | > 65 Anos                                    |
| 2001                                         | 81                                           | 98                                           | 332                                          | 255                                          |                                              | 10,6%                                        | 12,8%                                        | 43,3%                                        | 33,3%                                        |
| 2011                                         | 85                                           | 45                                           | 316                                          | 268                                          |                                              | 11,9%                                        | 6,3%                                         | 44,3%                                        | 37,5%                                        |